# ماتینگا
ماتینگا (به پرتغالی: Maetinga) یک منطقهٔ مسکونی در برزیل است که در باهیا واقع شده‌است. ماتینگا ۲٬۷۶۴ نفر جمعیت دارد.